# Нгбанди

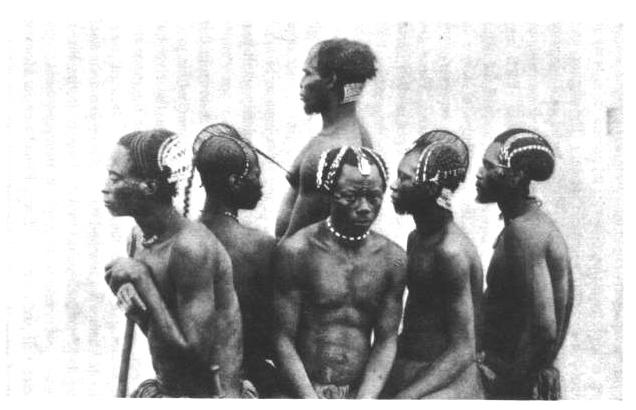
Мужчины с традиционными причёсками; 1905 год

Нгбанди (гбанди, могванди) — народность в Центральной Африке общей численностью 560 тыс. человек. Компактно населяют области вдоль реки Убанги в южной части Центральноафриканской Республики — 300 тыс. человек, и северной части ДРК — 250 тыс. человек. Также проживают в Конго — 10 тыс. человек. Язык — нгбанди адамава-убангийской семьи нигеро-конголезской макросемьи. Культура народа нгбанди имеет сходные черты с культурами народов Судана. Большинство нгбанди исповедует католицизм, также распространены традиционные верования.
Основное традиционное занятие — подсечно-огневое ручное земледелие (маниок, элевсина, сорго, арахис, кукуруза). Разводят также мелкий рогатый скот, птицу, занимаются охотой, собирательством, работают по найму на лесоразработках. Развита резьба по дереву (утварь, мебель, музыкальные инструменты, ритуальные фигуры и маски).
Видным представителем народа нгбанди был Мобуту Сесе Секо, президент-диктатор Заира (сейчас Демократическая Республика Конго).